# Акуленко Віктор Іванович
Віктор Іванович Акуленко (нар. 24 листопада, 1935, Комарівка) — український правознавець, педагог, публіцист, доктор юридичних наук (1993), професор (2004).
Автор концепцій правової охорони культурних цінностей та реабілітації сімей, пограбованих у часи сталінської колективізації («розкуркулення»). Експерт з переміщених цінностей України у часи Другої світової війни. Також один із засновників Українського товариства охорони пам'яток історії та культури, письменник і журналіст, автор розвідок у журналі «Пам'ятки України».

## Біографія
Акуленко Віктор Іванович народився 24 листопада 1935 року в селі Комарівці Борзнянського району Чернігівської області.
Мати Акуленко (Гузь) Олена Климівна (народилась у 1912, с. Голинка нині Бахмацького р-ну Чернігівської обл. — померла у 1995, м. Київ).
Батько Акуленко Іван Микитович (народився у 1908 у с. Черниш нині Чернігівського р-ну Чернігівської обл. — загинув у 1941 під Києвом).
У 1957 р. закінчив юридичний факультет Київського державного університету імені Т. Г. Шевченка. Працював учителем географії та вихователем Комарівської школи-інтернату (1962—1967), молодшим науковим співробітником Інституту держави і права Академії наук УРСР (1968—1972), старшим консультантом Республіканського правління Українського товариства охорони пам'яток історії та культури (1972—1979), кориспондентом журналу «Пам'ятки України» (1979—1987), старшим юрисконсультом Українського фонду культури (1987—1990), редактором-юристом журналу "Пам'ятки України"і газети «Старожитності», старшим науковим співробітником Центру пам'яткознавства АН України й Українського товариства охорони пам'яток історії та культури (1990—1993). У 1992 р. підготував дисертацію на ступінь кандидата юридичних наук «Становлення і розвиток законодавства про охорону пам'яток культури в Україні (1917—1991)», яку подав до Інституту держави і права ім. В. М. Корецького НАН України. У процесі захисту вчена рада визнала, що В. І. Акуленко дослідив новий напрям в юридичній науці і заслуговує на присудження вченого ступеня не кандидата, а доктора Тогож року відбувся повторний розгляд дисертційної роботи, на якому йому  було присвоєно ступінь доктора юридичних наук. З 1993 року й дотепер — провідний науковий співробітник відділу міжнародного права і порівняльного правознавства Інституту держави і права ім. В. М. Корецького НАН України. З 1998 року — професор кафедри теорії та історії держави і права Національного педагогічного університету ім. М. П. Драгоманова. Працював політичним оглядачем газети «Демократична Україна». Був консультантом Комітету Верховної Ради України з питань культури і духовності і брав активну участь у розробці проектів ряду Законів України у сфері музейної та архівної справи, збереження культурної спадщини тощо.
Започаткував в Україні новий науковий напрям у галузі історії держави й права — дослідження проблем правової охорони української історико-культурної спадщини, а також міжнародно-правового регулювання реституції й повернення втрачених і незаконно переміщених культурних цінностей. У його доробку налічується понад 350 наукових і науково-популярних праць, серед них і основоположна монографія «Охорона пам'яток культури в Україні. 1917—1990» (1991). Також запровадив систему впорядкування відповідних нормативних актів і документів, у результаті чого були опубліковані перший в Україні збірник «Законодавство про охорону пам'ятників історії та культури» (1970). Виданий у 1997 р. збірник документів «Правова охорона культурних цінностей: Україна у міжнародно-правових відносинах» (співавтори В. Н. Денисов, В. В. Максимов, Ю. С. Шемшученко, 1997 р.), удостоєний премії Спілки юристів України у конкурсі на найкраще юридичне видання. У 2013 р. було видано фундаментальну монографію «Міжнародне право охорони культурних цінностей та його імплементація у внутрішньому праві України».
Як член міжнародних україно-німецької, україно-польської та україно-російської комісій, В. Акуленко розробив «Концептуальні засади і загальні принципи міжнародного співробітництва України у сфері реституції культурних цінностей» та інші матеріали, брав участь у переговорному процесі щодо повернення культурних цінностей, в організації міжнародних симпозіумів під егідою ЮНЕСКО у Києві й Мінську тощо.
Видав книжку нарисів, памфлетів і спогадів «На перехресті закону і совісті» (2001), нагороджену грамотою Української асоціації виробників поліграфічної продукції як суспільно значуще видання актуальної тематики, а також документально-художню книгу «Відлуння пам'яті: назад у майбутнє» (2008).
Різнобічна діяльність В. Акуленка, що сприяє відродженню й розвиткові національної духовності та культури, відзначена Почесними грамотами Президії Національної академії наук України (1999 ), Кабінету Міністрів України (2004 ), Грамотою Верховної Ради України (2004 ), Подякою Міністерства культури і туризму України (2010). Державною стипендією як видатному діячеві науки (2002—2004, 2006 рр.).

## Твори
- Законодавство про пам'ятники історії та культури: збірник нормативних актів / О. М. Голодний, В. І. Акуленко, М. Л. Дашелевська, Л. П. Плескач; під. ред. О. Н. Якименка. — Київ: Вид-во політичної літератури України, 1970. — 464 с.
- Акуленко В. І., Анджилевський В. С. Правова охорона пам"яток історії і культури в УРСР. — Київ: «Знання», 1984. — 48 с
- Акуленко В. І., Юнак Н. Ш. Гуманізм і варварство: Про врятування культурних цінностей у період Великої Вітчизняної війни 1941—1945 рр. — Київ: Товариство «Знання» УРСР, 1987. — 48 с.
- Акуленко В. І. Злочин проти пам'яті: про нищення культурних цінностей на Україні (1927—1941 рр.). — Київ: Видавництво Товариства «Знання» України, 1991. — 47 с.
- Акуленко В. І. Охорона пам'яток культури в Україні (1917—1990). — Київ: Вища школа, 1991. — 274 с.
- Дисертація: «Становлення і розвиток законодавства про охорону пам'яток культури в Україні (1917—1991 рр.)» (1992)
- Суверенітет України і міжнародне право / В. Н. Дненисов, Є. В. Ісакович, В. І. Акуленко, О. Ф. Висоцький, С. В. Ісакович. — Київ: Манускрипт, 1995. — 359 с.
- Україна в міжнародно-правових відносинах: у 2 кн. Правова охорона культурних цінностей / ред.: Ю. С. Шемшученко, В. І. Акуленко. — Київ: Юрінком Інтерн, 1997. — Кн. 2. — 864 с.
- Акуленко В. І. На перехресті закону і совісті: нариси, памфлети, спогади. — Київ: Українська енциклопедія ім. М. П. Бажана, 2001. — 456 с.
- Культурна спадщина людства: збереження та використання: навчальний посібник / В. І. Акуленко, І. П. Магазинщикова, М. І. Моздир, О. О. Тарасенко. — Львів: Фенікс, 2002. — 160 с.
- Акуленко В. І. Відлуння пам'яті: назад у майбутнє. — Київ: Бізнесполіграф, 2008. — 400 с.
- Акуленко В. І. Міжнародне право охорони культурних цінностей та його імплементація у внутрішньому праві України: Монографія. — Київ: «Юстініан», 2013. — 616 с[4].